# 北外沙洲
北外沙洲位于南中国海南沙群岛双子群礁的西北侧，为北子岛外围水深约10米的沙洲。1983年公布名称为“北外沙洲”。